# 29404 Hikarusato
29404 Hikarusato este un asteroid din centura principală de asteroizi.

## Descriere
29404 Hikarusato este un asteroid din centura principală de asteroizi. A fost descoperit pe 9 octombrie 1996 la Nanyo de Tomimaru Okuni. Asteroidul prezintă o orbită caracterizată de o semiaxă mare de 2,87 ua, o excentricitate de 0,08 și o înclinație de 1,6° în raport cu ecliptica.